# Луций Эмилий Мамерцин (военный трибун)
Луций Эмилий Мамерцин (лат. Lucius Aemilius Mamercinus; V—IV века до н. э.) — римский военачальник и политический деятель из патрицианского рода Эмилиев, семикратный военный трибун с консульской властью (в 391, 389, 387, 383, 382, 380 и 377 годах до н. э.). Сын Мамерка Эмилия Мамерцина, военного трибуна с консульской властью 438 года до н. э. и трёхкратного диктатора. 
Луций Эмилий избирался в военные трибуны с консульской властью рекордное количество раз, но при этом источники очень редко сообщают что-то о его деятельности на этом посту. Так, в 389 году до н. э. Мамерцин по приказу диктатора Марка Фурия Камилла двинул армию в Этрурию, в 382 году до н. э. с тремя коллегами оставался в Риме для защиты города, пока ещё двое трибунов воевали с Велитрами. В 377 году до н. э., во время своего последнего трибуната, Луций Эмилий совместно с Публием Валерием Потитом Публиколой разбил латинов и вольсков при Сатрике.
Сын Луция Эмилия того же имени был консулом в 366 и 363 годах до н. э.